# Серия Гран-при по фигурному катанию сезона 2007/2008
Серия Гран-при по фигурному катанию сезона 2007—2008 годов — это комплекс ежегодных коммерческих турниров по фигурному катанию, проводимый Международным союз конькобежцев (ИСУ) среди лучших фигуристов планеты. Спортсмены на шести этапах серии соревновались в мужском и женском одиночном катании, парном катании и танцах на льду. Лучшие шесть спортсменов (или пар), которые набрали в сумме наибольшее количество баллов, участвовали в Финале серии Гран-при.

## Расписание
| Турнир                          | Место проведения | Начало             | Окончание          |
| ------------------------------- | ---------------- | ------------------ | ------------------ |
| Skate America 2007              | Рединг, США      | 26 октября 2007 г. | 27 октября 2007 г. |
| Skate Canada International 2007 | Квебек, Канада   | 1 ноября 2007 г.   | 4 ноября 2007 г.   |
| Cup of China 2007               | Харбин, Китай    | 8 ноября 2007 г.   | 11 ноября 2007 г.  |
| Trophée Eric Bompard 2007       | Париж, Франция   | 15 ноября 2007 г.  | 18 ноября 2007 г.  |
| Cup of Russia 2007              | Москва, Россия   | 22 ноября 2007 г.  | 25 ноября 2007 г.  |
| NHK Trophy 2007                 | Сэндай, Япония   | 29 ноября 2007 г.  | 2 декабря 2007 г.  |
| Финал Гран-при 2007—2008        | Турин, Италия    | 13 декабря 2007 г. | 16 декабря 2007 г. |

## Медалисты
| Соревнование  | Дата       | Дисциплина      | Золото                          | Серебро                      | Бронза                           |
| Skate America | 27 октября | Спортивные пары | Джессика Дюбэ & Брайс Девисон   | Пан Цин & Цзянь Тун          | Вера Базарова & Юрий Ларионов    |
| Skate America | 27 октября | Мужчины         | Дайсукэ Такахаси                | Эван Лайсачек                | Патрик Чан                       |
| Skate America | 28 октября | Танцы на льду   | Танит Белбин & Бенджамин Агосто | Натали Пешала & Фабьян Бурза | Федерика Файелла & Массимо Скали |
| Skate America | 28 октября | Женщины         | Кимми Майсснер                  | Мики Андо                    | Кэролайн Чжан                    |

| Соревнование | Дата     | Дисциплина      | Золото                         | Серебро                        | Бронза                           |
| Skate Canada | 3 ноября | Спортивные пары | Алена Савченко & Робин Шолковы | Джессика Дюбэ & Брайс Девисон  | Юко Кавагути & Александр Смирнов |
| Skate Canada | 3 ноября | Женщины         | Мао Асада                      | Юкари Накано                   | Джоанни Рошетт                   |
| Skate Canada | 4 ноября | Танцы на льду   | Тесса Вертью & Скотт Моир      | Анна Каппеллини & Лука Ланотте | Пернель Каррон & Матье Жос       |
| Skate Canada | 4 ноября | Мужчины         | Бриан Жубер                    | Кевин ван дер Перрен           | Джеффри Баттл                    |

| Соревнование | Дата      | Дисциплина      | Золото                          | Серебро                           | Бронза                           |
| Cup of China | 9 ноября  | Спортивные пары | Пан Цин & Цзянь Тун             | Кеана Маклафлин & Рокни Брубейкер | Джессика Миллер & Иэн Морам      |
| Cup of China | 10 ноября | Женщины         | Ким Ён А                        | Кэролайн Чжан                     | Каролина Костнер                 |
| Cup of China | 10 ноября | Танцы на льду   | Танит Белбин & Бенджамин Агосто | Оксана Домнина & Максим Шабалин   | Федерика Файелла & Массимо Скали |
| Cup of China | 10 ноября | Мужчины         | Джонни Вейр                     | Эван Лайсачек                     | Стефан Ламбьель                  |

| Соревнование         | Дата      | Дисциплина      | Золото                               | Серебро                       | Бронза                            |
| Trophée Eric Bompard | 17 ноября | Танцы на льду   | Изабель Делобель & Оливье Шонфельдер | Яна Хохлова & Сергей Новицкий | Мэрил Дэвис & Чарли Уайт          |
| Trophée Eric Bompard | 17 ноября | Мужчины         | Патрик Чан                           | Сергей Воронов                | Албан Преобер                     |
| Trophée Eric Bompard | 17 ноября | Женщины         | Мао Асада                            | Кимми Майсснер                | Эшли Вагнер                       |
| Trophée Eric Bompard | 17 ноября | Спортивные пары | Чжан Дань & Чжан Хао                 | Пан Цин & Цзянь Тун           | Мария Мухортова & Максим Траньков |

| Соревнование  | Дата      | Дисциплина      | Золото                          | Серебро                        | Бронза                            |
| Cup of Russia | 24 ноября | Женщины         | Ким Ён А                        | Юкари Накано                   | Джоанни Рошетт                    |
| Cup of Russia | 24 ноября | Спортивные пары | Чжан Дань & Чжан Хао            | Алена Савченко & Робин Шолковы | Юко Кавагути & Александр Смирнов  |
| Cup of Russia | 24 ноября | Мужчины         | Джонни Вейр                     | Стефан Ламбьель                | Андрей Грязев                     |
| Cup of Russia | 25 ноября | Танцы на льду   | Оксана Домнина & Максим Шабалин | Натали Пешала & Фабьян Бурза   | Анна Задорожнюк & Сергей Вербилло |

| Соревнование | Дата      | Дисциплина      | Золото                               | Серебро                           | Бронза                        |
| NHK Trophy   | 30 ноября | Спортивные пары | Алена Савченко & Робин Шолковы       | Кеана Маклафлин & Рокни Брубейкер | Джессика Дюбэ & Брайс Девисон |
| NHK Trophy   | 1 декабря | Танцы на льду   | Изабель Делобель & Оливье Шонфельдер | Тесса Вертью & Скотт Моир         | Яна Хохлова & Сергей Новицкий |
| NHK Trophy   | 1 декабря | Женщины         | Каролина Костнер                     | Сара Майер                        | Нана Такэда                   |
| NHK Trophy   | 2 декабря | Мужчины         | Дайсукэ Такахаси                     | Томаш Вернер                      | Стивен Кэрриер                |

| Соревнование   | Дата       | Дисциплина      | Золото                          | Серебро                         | Бронза                               |
| Финал Гран-при | 15 декабря | Танцы на льду   | Оксана Домнина & Максим Шабалин | Танит Белбин & Бенджамин Агосто | Изабель Делобель & Оливье Шонфельдер |
| Финал Гран-при | 15 декабря | Мужчины         | Стефан Ламбьель                 | Дайсукэ Такахаси                | Эван Лайсачек                        |
| Финал Гран-при | 15 декабря | Спортивные пары | Алена Савченко & Робин Шолковы  | Чжан Дань & Чжан Хао            | Пан Цин & Цзянь Тун                  |
| Финал Гран-при | 15 декабря | Женщины         | Ким Ён А                        | Мао Асада                       | Каролина Костнер                     |

## Баллы
При равном количестве набранных баллов в финал проходят спортсмены, занявшие более высокое место на пьедестале.
| Занятое место | Баллы (одиночники/танцоры) | Баллы (пары) |
| ------------- | -------------------------- | ------------ |
| 1 место       | 15 баллов                  | 15 баллов    |
| 2 место       | 13 баллов                  | 13 баллов    |
| 3 место       | 11 баллов                  | 11 баллов    |
| 4 место       | 9 баллов                   | 9 баллов     |
| 5 место       | 7 баллов                   | 7 баллов     |
| 6 место       | 5 баллов                   | 5 баллов     |
| 7 место       | 4 балла                    |              |
| 8 место       | 3 балла                    |              |

### Набранные баллы
| Баллы | Мужчины                      | Женщины                             | Спортивные пары | Танцы на льду                                                                                 |
| ----- | ---------------------------- | ----------------------------------- | --- | --------------------------------------------------------------------------------------------- |
| 30    | Дайсукэ Такахаси Джонни Вейр | Ким Ён А Мао Асада                  | Дань Чжан / Хао Чжан | Изабель Делобель / Оливье Шонфельдер Танит Белбин / Бенджамин Агосто                          |
| 28    |                              | Кимми Майсснер                      | Алена Савченко / Робин Шолковы Джессика Дюбэ / Брайс Девисон Пан Цин / Цзянь Тун                                        | Тесса Вертью / Скотт Моир Оксана Домнина / Максим Шабалин                                     |
| 26    | Патрик Чан Эван Лайсачек     | Каролина Костнер Юкари Накано       | Кеана Маклафлин / Рокни Брубейкер                                                                                       | Натали Пешала / Фабьян Бурза                                                                  |
| 24    | Стефан Ламбьель              | Кэролайн Чжан                       | | Яна Хохлова / Сергей Новицкий                                                                 |
| 22    | Кевин ван дер Перрен         | Сара Майер Мики Андо Джоанни Рошетт | Юко Кавагути / Александр Смирнов                                                                                        | Анна Каппеллини / Лука Ланотте Федерика Файелла / Массимо Скали                               |
| 20    | Стивен Кэрриер Джеффри Баттл |                                     | Мария Мухортова / Максим Траньков                                                                                       | Мерил Дэвис / Чарли Уайт                                                                      |
| 19    |                              |                                     | |                                                                                               |
| 18    | Томаш Вернер Албан Преобер   | Эшли Вагнер Эмили Хьюз              | | Пернель Каррон / Матье Жос                                                                    |
| 17    |                              |                                     | |                                                                                               |
| 16    |                              | Нана Такэда Фумиэ Сугури            | Джессика Миллер / Иэн Морам Тиффани Вайс / Дерек Трент Татьяна Волосожар / Станислав Морозов Анабель Ланглуа / Коди Хэй | Анна Задорожнюк / Сергей Вербилло Шинед Керр / Джон Керр Екатерина Боброва / Дмитрий Соловьев |
| 15    | Бриан Жубер Андрей Грязев    |                                     | |                                                                                               |

—отобравшиеся в Финал Гран-при.

## Призовой фонд
Общий призовой фонд составляет 180,000 $ на каждом этапе серии и 272,000 $ в финале. Распределение призовых выглядит так:
| Занятое место | Денежный приз (Этап) | Денежный приз (Финал) |
| ------------- | -------------------- | --------------------- |
| 1             | $18,000              | $25,000               |
| 2             | $13,000              | $18,000               |
| 3             | $9,000               | $12,000               |
| 4             | $3,000               | $6,000                |
| 5             | $2,000               | $4,000                |
| 6             | —                    | $3,000                |